# Francisco Gonçalves (século XVI)
Francisco Gonçalves foi um nobre português do século XVI.

## Família
Filho de Antão Gonçalves e de sua mulher Mécia Mendes, filha de Lopo Mendes do Rio.

## Biografia
Cavaleiro da Casa de El-Rei D. Manuel I de Portugal, do seu Conselho, 3.º Alcaide-Mor do Castelo de Sesimbra, na Freguesia do Castelo, em Sesimbra, da Ordem de Santiago, na sua família, Provedor dos Órfãos da Comarca de Setúbal, etc.

## Casamento e descendência
Foi casado com Maria Leitão, senhora nobre de Palmela, de quem teve: 
- Antão Gonçalves Leitão, Escudeiro da Casa de El-Rei D. Sebastião, Contador da Fazenda na Torre de Moncorvo e em Vila Real (1563), que não foi o 4.º Alcaide-Mor do Castelo de Sesimbra na sua família porque, depois da morte de seu pai, foi a Alcaidaria-Mor dada ao 1.º Duque de Aveiro e 1.º Marquês de Torres Novas D. João de Lencastre, casado com Violante Falcão, 1.ª Senhora do Morgado de Santo Aleixo (em Pinhel, Lisboa e Alenquer), instituído por seu irmão Aleixo Dias Falcão, Bacharel em Cânones pela Faculdade de Cânones da Universidade de Coimbra, Capelão de El-Rei, 1.º Inquisidor da Índia, etc, no Testamento que fez em Cochim a 3 de Fevereiro de 1573, ambos filhos do Licenciado Francisco Dias (de Gamboa), Desembargador da Casa da Suplicação (1540) e de sua mulher Isabel de Sela Falcão, dos de Pinhel, com descencência[2]